# Carl Johann Friedrich Haltmeier
Carl Johann Friedrich Haltmeier (* 1698 vermutlich in Verden; † 7. Januar 1735 in Hannover) war ein deutscher Organist und Komponist.

## Leben
Carl Johann Friedrich Haltmeiers Vater Joachim Friedrich Haltmeier war ein Vetter der Mutter von Georg Philipp Telemann.
Der 1698 mutmaßlich in Verden Geborene wirkte von 1720 bis 1725 oder 1726 in Hannover als Organist an der dortigen Marktkirche. Unterdessen hatte er am 8. Dezember das Bürgerrecht der Altstadt Hannover erworben. Ebenfalls 1725 oder 1726 bis 1735 hatte Haltmeier die Stelle des Königlich Großbritannischen und Kurfürstlich Braunschweig-Lüneburgischen Hof- beziehungsweise Schlossorganisten an der Schlosskapelle des Leineschlosses inne.
Im Jahr 1728 nahm Telemann in der von ihm herausgegebenen Zeitschrift Der getreue Music-Meister eine Toccata auf, mutmaßlich eine Komposition von Haltmeier.

## Schriften
- Georg Philipp Telemann (Hrsg.): Weilland Herrn C. J. F. Haltmeiers ... Anleitung: wie man einen General-Bass, oder auch Hand-Stücke, in alle Tone transponiren könne; zum Druck befördert von G.P. Telemann. Hamburg 1737.